# Ellon, Skottland
Ellon är en ort i Storbritannien.   Den ligger i kommunen Aberdeenshire och riksdelen Skottland, i den norra delen av landet, 700 km norr om huvudstaden London. Ellon ligger 12 meter över havet och antalet invånare är 8 750.
Terrängen runt Ellon är huvudsakligen platt. Ellon ligger nere i en dal. Runt Ellon är det tätbefolkat, med 308 invånare per kvadratkilometer. Ellon är det största samhället i trakten. Trakten runt Ellon består till största delen av jordbruksmark.